# Lorenzo Saint Estéven
Lorenzo Saint Estéven, a volte erroneamente indicato come Lorenzo Saint Estévez (fl. XX secolo), è stato un calciatore argentino, di ruolo centrocampista o difensore.

## Caratteristiche tecniche
Giocava come difensore sinistro o mediano destro.

## Carriera

### Club
Entrato a far parte della rosa del San Fernando, nella Copa Campeonato 1926 esordì il 18 aprile contro il Temperley; nel torneo presenziò 20 volte. Nell'edizione seguente del campionato nazionale scese in campo in 22 occasioni; nel 1928 giocò 26 partite. Il Concurso Estímulo 1929 lo vide impiegato in 13 gare, e disputò il campionato 1930 da titolare della propria squadra, contando, a fine torneo, 32 presenze. Si trasferì poi, nel 1931, all'Atlanta, con la cui maglia esordì nel calcio professionistico argentino, prendendo parte alla Primera División organizzata dalla Liga Argentina de Football. Fu impiegato per la prima volta in tale torneo il 31 maggio 1931 contro il River Plate; a fine campionato aveva disputato 24 gare. Rimase anche per la stagione successiva, durante la quale giocò 9 incontri. Lasciò la massima serie nazionale dopo 20 partite con il Chacarita Juniors.